# Yingxiu
Yingxiu (chinois : 映秀镇 ; pinyin : yìngxiù zhèn) est un bourg du Xian de Wenchuan, sur le territoire de la Préfecture autonome tibétaine et qiang d'Aba, dans la province du Sichuan en Chine.
C'est une ville de culture Qiang.
Elle est située en bordure de la rivière Min.
La superficie de sa juridiction, à la fois urbaine et rurale, est de 115,12 km2, et la population résidente était d'environ 10 000 personnes avant le séisme de 2008,.

## Séisme de mai 2008
Située sur l'épicentre du séisme du Sichuan du 12 mai 2008, la ville a été frappée de plein fouet. Sur une population de plus de 10 000 personnes, seuls 2 300 survivants ont été recensés, dont un millier grièvement blessés.